# Richard Speck
Richard Benjamin Speck (ur. 6 grudnia 1941, zm. 5 grudnia 1991) – amerykański masowy morderca, który nocą z 13 na 14 lipca 1966 zabił osiem studentek pielęgniarstwa w internacie w południowej części Chicago w stanie Illinois.
Skazany na karę śmierci. Uniknął jej, kiedy Sąd Najwyższy zmienił postanowienie dotyczące tej kary. Zamiast tego skazano go na 400 do 1200 lat więzienia. Zmarł w swojej celi w wyniku rozległego zawału.